# Borys Paton
Borys Jevhenovyč Paton (ukrajinsky Борис Євгенович Патон; * 14. listopadu / 27. listopadu 1918, Kyjev – 19. srpna 2020, Kyjev) byl ukrajinský inženýr, vědec a dlouholetý předseda Národní akademie věd Ukrajiny.
Narodil se v Kyjevě v rodině ruského vědce Jevgenije Oskaroviče Patona, jeho matka byla v domácnosti. V roce 1941 absolvoval na Národní technické univerzitě Ukrajiny a stal se inženýrem. V roce 1958 se stal členem ukrajinské akademie věd a byl prvním člověkem, který obdržel titul Hrdina Ukrajiny. Paton byl doktorem technických věd a uznávaným odborníkem na svařování. V 70. a 80. letech nedoporučoval sovětským úřadům výstavbu jaderné elektrárny v Černobylu.
Jelikož Paton zastával úřad předsedy akademie věd od roku 1962 nepřetržitě až do své smrti, byl nejen nejstarším předsedou akademie věd na světě, ale také nejdéle působícím předsedou a jediným předsedou, který byl svého času stejně starý jako daná akademie věd. Od r. 1993 byl prezidentem Mezinárodní asociace akademií věd (MAAN).
U příležitosti jeho stých narozenin byl umělou inteligencí vytvořen portrét The Genius složený z Patonových fotografií od narození až do 100 let.